# Соколов, Анатолий Иванович
Анатолий Иванович Соколов (5 ноября 1913, Кострома — 18 августа 1985, Кострома) — командир роты 239-го инженерно-сапёрного батальона 48-й инженерно-сапёрной бригады 70-й армии 2-го Белорусского фронта, капитан. Герой Советского Союза.

## Биография
Родился 5 ноября 1913 года в городе Костроме в семье рабочего. Русский. Член ВКП(б)/КПСС с 1943 года. Окончил 8 классов. Работал формовщиком на заводе «Рабочий металлист».
В 1935 году призван в Красную Армию. В следующем году окончил полковую школу младших командиров и направлен помощником командира взвода 145-го стрелкового полка 49-й дивизии. Вскоре младшего командира Соколова перевели в 1-й авиационный полк, в десантную часть. Здесь он освоил парашютные прыжки, участвовал в показательных выступлениях. Отслужив действительную службу, летом 1937 года Соколов демобилизовался и вернулся в Кострому. Работал на заводе «Смычка», на льнокомбинатах имени В. И. Ленина и И. Д. Зворыкина. В начале апреля 1941 года старшина Соколов снова ушёл в армию.
Сапёрную часть, в которую попал Соколов, направили в Латвию на строительство аэродрома в городе Бауске. Здесь он и встретил начало Великой Отечественной войны. В ходе отступления в июле 1941 года принял командование взводом. Воевал под Ленинградом, держал оборону у городов Порхов, Дно, Волхов. Стал офицером. За зимние бои 1942 года в районе реки Ловать лейтенант Соколов был награждён орденом Красной Звезды и медалью «За отвагу».
Летом 1942 года по заданию командования А. И. Соколов с группой минёров пробрался в Партизанский край ленинградских партизан, где обучил народных мстителей обращению с минами. Там был ранен, снова вернулся в часть, которую скоро перебросили под Коростень.
В составе частей 1-го и 2-го Белорусских фронтов в 1944 году инженерная рота старшего лейтенанта Соколова участвовала в освобождении городов Ковеля, Бреста, в форсировании реки Нарав, за что командир роты был награждён орденом Отечественной войны I степени. Выйдя на Вислу севернее Варшавы, 70-я армия, в составе которой заканчивал войну капитан А. И. Соколов, в январе 1945 года приняла участие в Висло-Одерской операции.
20 апреля 1945 года при форсировании реки Одер южнее города Грайфенхаген капитан Соколов организовал переправу стрелкового полка с артиллерией. Несмотря на огонь противника, он умело производил перестановку в подразделениях и ни на минуту не прекращал переброску войск на плацдарм. В сложной обстановке в одиночку переправился на левый берег с целью вести корректировку огня. В ходе боя уничтожил пулемётную точку, несколько десятков гитлеровцев. Действия храброго офицера навели панику среди гитлеровцев, отвлекли внимание от переправы. В ходе боя он был несколько раз ранен, но продолжал вести огонь, бросал гранаты пока не потерял сознание. Своими действиями Соколов способствовал переправе остальных воинских подразделений.
В госпитале из его тела извлекли 37 осколков. День Победы встретил на больничной койке.
Указом Президиума Верховного Совета СССР от 29 июня 1945 года за образцовое выполнение заданий командования и проявленные мужество и героизм в боях с немецко-фашистскими захватчиками капитану Соколову Анатолию Ивановичу присвоено звание Героя Советского Союза с вручением ордена Ленина и медали «Золотая Звезда».
В 1948 году капитан Соколов уволен в запас. Вернулся на родину. Жил в Костроме. Работал инженером по снабжению Костромского треста зелёного хозяйства и благоустройства. Скончался 13 августа 1985 года. Похоронен на городском кладбище Костромы.
Награждён орденом Ленина, двумя орденами Отечественной войны 1-й степени, орденами Отечественной войны 2-й степени, Красной Звезды, медалями.